# Букув (Малопольское воеводство)
Бу́кув (пол.  Buków) — село в Польше в сельской гмине Могиляны Краковского повета Малопольского воеводства.
Село располагается в 4 км от административного центра гмины села Могиляны и в 12 км от административного центра воеводства города Краков.
В 1975—1998 годах село входило в состав Краковского воеводства.

## Население
По состоянию на 2013 год в селе проживало 697 человек.
| 2010 | 2013 |
| ---- | ---- |
| 666  | 697  |

Данные переписи 2013 года:
| Перепись  | Всего   | Всего | Женщины | Женщины | Мужчины | Мужчины |
| --------- | ------- | ----- | ------- | ------- | ------- | ------- |
| Единицы   | человек | %     | человек | %       | человек | %       |
| Население | 697     | 100   | 351     |         | 346     |         |